# Melody.

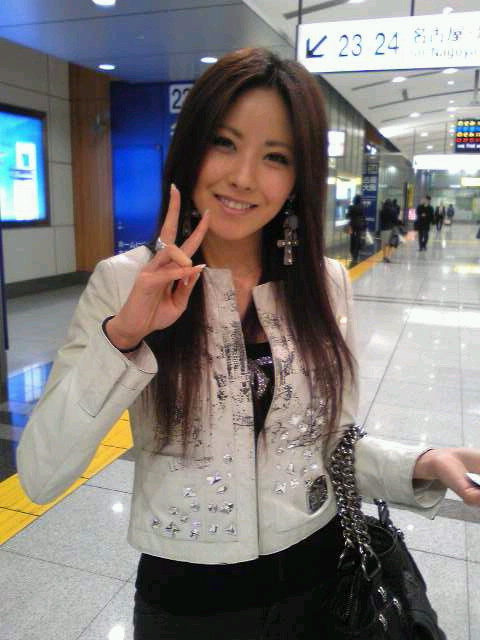
melody. (2008)

melody., geboren als Melody Miyuki Ishikawa (* 24. Februar 1982 in Honolulu, Hawaii, USA) ist eine japanisch-amerikanische J-Pop-Sängerin und Moderatorin.

## Biografie
Melody ist japanisch-amerikanischer Abstammung und wuchs auf Hawaii auf, wo sie die Privatschule Punahou School besuchte. Im Alter von 19 Jahren zog sie nach Japan, um an ihrer Musikkarriere zu arbeiten. Bekannt wurde sie durch die Verwendung ihrer Lieder in Werbefilmen und TV-Serien. Der Durchbruch gelang ihr 2003 mit einem Werbespot für den japanischen Automobilhersteller Mitsubishi Motors, in dem sie das Lied Over the Rainbow sang, der auch auf ihrer zweiten Single vertreten ist. Im gleichen Jahr konnte sie die japanische Hip-Hop Band M-Flo, in der sie als zweite Sängerin tätig war, als zusätzliches Sprungbrett für ihre Karriere nutzen. Durch das Medieninteresse um ihre Person konnte sie über 70.000 Exemplare ihrer dritten Single miss you verkaufen.
Von April 2007 bis September 2008 moderierte sie die japanische Musik-Show J-Melo, die auf dem internationalen Sender NHK World ausgestrahlt wird. Im Oktober 2008 übernahmen May Hashimoto und Shanti Snyder die Moderation der Show.
Im März 2009 wurden Gerüchte bestätigt, nach denen sie mit dem japanischen Sänger Miyavi verheiratet ist und ein Kind erwartet. Die Hochzeit fand am 14. März statt und wurde offiziell am 5. April von Miyavi bestätigt. Das Paar hat zwei gemeinsame Töchter.

## Diskografie

### Stil
Die meisten Lieder sind im Bereich Rock und Pop anzusiedeln. Ihre Lieder zeichnen sich dadurch aus, dass sie sowohl englische als auch japanische Passagen enthalten. Sehr auffällig sind diese Wechsel zwischen den Sprachen bei ihren Balladen Lovin’ U und All I Do. Es gibt allerdings auch Lieder, die komplett in Englisch oder Japanisch gehalten sind.
Bei einigen Liedern handelt es sich um Coverversionen bekannter Lieder, wie zum Beispiel Over the Rainbow von Judy Garland, Glory of Love von Peter Cetera oder That's The Way It Is von Céline Dion.

### Alben
| Jahr | Titel                        | Höchstplatzierung, Gesamtwochen, AuszeichnungChartsChartplatzierungen (Jahr, Titel, Platzierungen, Wochen, Auszeichnungen, Anmerkungen) | Anmerkungen                                                             |
| Jahr | Titel                        | JP | Anmerkungen                                                             |
| ---- | ---------------------------- | --- | ----------------------------------------------------------------------- |
| 2004 | Sincerely                    | JP3 Gold · (13 Wo.)JP | Erstveröffentlichung: 21. Januar 2004 Verkäufe JP: + 87.294             |
| 2006 | Be as One                    | JP5 Gold · (10 Wo.)JP | Erstveröffentlichung: 12. April 2006 Verkäufe JP: + 78.587              |
| 2007 | Ready to Go!                 | JP6 (10 Wo.)JP | Erstveröffentlichung: 4. Juli 2007 Verkäufe JP: + 45.184                |
| 2008 | Lei Aloha                    | JP15 (7 Wo.)JP | Erstveröffentlichung: 9. April 2008 Verkäufe JP: + 20.609               |
| 2008 | The Best of Melody: Timeline | JP4 (7 Wo.)JP | Erstveröffentlichung: 8. Oktober 2008 Verkäufe JP: + 42.155 Kompilation |

### Singles
| Jahr | Titel Album                         | Höchstplatzierung, Gesamtwochen, AuszeichnungChartsChartplatzierungen (Jahr, Titel, Album, Platzierungen, Wochen, Auszeichnungen, Anmerkungen) | Anmerkungen                                                   |
| Jahr | Titel Album                         | JP | Anmerkungen                                                   |
| ---- | ----------------------------------- | --- | ------------------------------------------------------------- |
| 2003 | Dreamin’ Away –                     | JP33 (8 Wo.)JP | Erstveröffentlichung: 19. Februar 2003 Verkäufe JP: + 20.054  |
| 2003 | Simple As That / Over The Rainbow – | JP29 (5 Wo.)JP | Erstveröffentlichung: 18. Juni 2003 Verkäufe JP: + 14.608     |
| 2003 | Miss You –                          | JP— Gold (Digital)JP | Erstveröffentlichung: 22. Oktober 2003 mit M-Flo              |
| 2003 | Crystal Love –                      | JP34 (12 Wo.)JP | Erstveröffentlichung: 27. November 2003 Verkäufe JP: + 16.889 |
| 2004 | Believe Me (Japanische Version) –   | JP16 (6 Wo.)JP | Erstveröffentlichung: 9. Juni 2004 Verkäufe JP: + 17.539      |
| 2004 | Believe Me (Englische Version) –    | JP30 (6 Wo.)JP | Erstveröffentlichung: 9. Juni 2004 Verkäufe JP: + 11.950      |
| 2005 | Next to You –                       | JP14 (6 Wo.)JP | Erstveröffentlichung: 12. Januar 2005 Verkäufe JP: + 21.876   |
| 2005 | Realize / Take a Chance –           | JP6 Gold · (16 Wo.)JP | Erstveröffentlichung: 17. August 2005 Verkäufe JP: + 127.869  |
| 2006 | See You... –                        | JP19 (5 Wo.)JP | Erstveröffentlichung: 15. Februar 2006 Verkäufe JP: + 13.070  |
| 2006 | Lovin’ U –                          | JP16 (4 Wo.)JP | Erstveröffentlichung: 8. November 2006 Verkäufe JP: + 15.434  |
| 2007 | Finding My Road –                   | JP13 (5 Wo.)JP | Erstveröffentlichung: 14. Februar 2007 Verkäufe JP: + 17.594  |
| 2007 | Love Story –                        | JP21 (4 Wo.)JP | Erstveröffentlichung: 30. Mai 2007 Verkäufe JP: + 10.922      |
| 2008 | Haruka (遥花〜はるか〜) –           | JP10 (10 Wo.)JP | Erstveröffentlichung: 13. Februar 2008 Verkäufe JP: + 39.042  |

### Videoalben
| Jahr | Titel                                              | Höchstplatzierung, Gesamtwochen, AuszeichnungChartsChartplatzierungen (Jahr, Titel, Platzierungen, Wochen, Auszeichnungen, Anmerkungen) | Anmerkungen                            |
| Jahr | Titel                                              | JP | Anmerkungen                            |
| ---- | -------------------------------------------------- | --- | -------------------------------------- |
| 2004 | First Visual Issue: Clips and More Sincerely Yours | JP20 (6 Wo.)JP | Erstveröffentlichung: 12. Mai 2004     |
| 2006 | Be as One Tour 2006 Live and Document              | JP14 (4 Wo.)JP | Erstveröffentlichung: 8. November 2006 |

## Trivia
- Melody spielte den Charakter Yumi Yamamoto in dem PC-Spiel Need for Speed: Carbon
- Sie hat drei jüngere Schwestern, von denen die älteste auch im japanischen Musikgeschäft tätig ist